# Aegocera fervida
Aegocera fervida is een vlinder uit de familie uilen (Noctuidae). De wetenschappelijke naam van deze soort is voor het eerst geldig gepubliceerd in 1854 door Walker.
De soort komt voor in tropisch Afrika.